# Château de Savigny-sous-Mâlain
Le  château de Savigny-sous-Mâlain est une tour-porche médiévale située à Savigny-sous-Mâlain (Côte-d'Or) en Bourgogne-Franche-Comté.

## Localisation
Le château est situé en village.

## Historique
En 1224, Aubert, chevalier de Mâlain, reçoit d'Eudes, abbé de Saint-Seine, le fief de Savigny. En 1461, la forteresse est à M. de Sercey dont les armes sont gravées au-dessus du porche du château en 1533. En 1580, Edme de Mâlain tient « justice en la maison de Denis de Cercey au lieu de Savigny ». En 1698, la maison seigneuriale « consiste en plusieurs chambres, caves, greniers, granges, écuries, cour, colombier et verger, le tout … clos de murailles bâties de pierre et couvert de laves ». En 1770 Claude Courtépée écrit : « Savigny-sous-Malain, la maison seigneuriale, presque ruinée, est occupée par le fermier ». Les restes dont remaniés au XIXe siècle[réf. souhaitée].

## Architecture
Aujourd'hui, au sud-est de l'église de Savigny, une tour porche carrée qui aurait servi également de pigeonnier, témoigne des vestiges de l’ancien château des Sercey. La maison seigneuriale est constituée d'une petite cour fermée à l'ouest par la tour porche et au sud par le corps de logis.
La tour porche, de plan carré, a un étage, est percée d'une large porte en arc brisé. Le corps de logis constitué d'une tour carrée à deux étages et un étage de tir conserve des fenêtres rehaussées d’accolades. Il est accosté à l'est d'un bâtiment moins élevé[réf. souhaitée].